# Août 1965

## Évènements
- Sabotage d'une usine des laboratoires Bayer, en Uruguay par les Tupamaros[1]. Ils optent pour l’action violente, attaquent les banques ou procèdent à des enlèvements contre des rançons, afin de distribuer l’argent dans des quartiers pauvres. Leur rhétorique nationaliste et populiste contribue à discréditer la classe politique.
- 1er août (Formule 1) : Grand Prix automobile d'Allemagne.
- 6 août : création de la ville de Laval au Québec.
- 9 août : Singapour, ville chinoise dirigée par Lee Kuan Yew, quitte la fédération de Malaisie.
- 11 août : début des émeutes raciales de Watts (Los Angeles). Les émeutiers occupent les rues et pillent les boutiques. La répression par la police et la garde nationale fait 34 morts, des centaines de blessés et 4000 arrestations.
- 15 août : le président Lyndon B. Johnson, après les émeutes raciales de Watts, en appelle à ses compatriotes afin de trouver des solutions aux problèmes qui ont été à l'origine de ces émeutes[2]. Les Beatles donne le premier concert dans un stade au Shea Stadium.
- 16 août : guerre frontalière entre le Pakistan et l'Inde à propos du territoire contesté du Cachemire. Les troupes pakistanaises s’infiltrent en direction de Srinagar, capitale du Cachemire sous occupation indienne, puis en septembre lancent une véritable offensive, convaincues du soutien des Kashmiri. Les Indiens réagissent promptement en violant la frontière internationale et déclenchent une triple offensive qui converge vers Lahore.  Cette guerre se termine par un statu quo les deux belligérants revenant à leur position d'avant septembre.
- 17 - 24 août (Viêt Nam) : opération Starlite.
- 21 août :
  - Viêt Nam : premier bombardement américains au nord du 17e parallèle.
  - Nouvelle Constitution en Roumanie, qui devient désormais la République socialiste de Roumanie.
  - 21 août - 29 aout : mission spatiale Gemini 5, à bord Gordon Cooper et Charles Conrad accomplissent 120 orbites durant 8 jours environ.
- 24 août : second accord entre Fayçal et Nasser qui établit un régime provisoire au Yémen et l’organisation d’un plébiscite sur l’avenir politique du pays. Les parties yéménites en conflit refusent l’arrangement
- 27 août - 14 septembre : ouragan Betsy sur les Bahamas, la Floride, et la Louisiane.
- 30 août : Nasser accuse officiellement les Frères musulmans d’avoir reconstitué leur organisation. Leur leader Sayyib Qotb est arrêté, jugé et pendu le 29 août 1966.

## Naissances
- 3 août : Vincent Perrot, journaliste, animateur de radio et de télévision français.
- 4 août : Crystal Chappell, actrice américaine.
- 5 août : Jean-Marc Morandini, journaliste, animateur de radio et de télévision et producteur français.
- 6 août :
  - David Robinson, joueur américain de basket-ball.
  - Olivier Megaton, réalisateur, peintre, écrivain, scènariste, producteur et monteur français.
  - Mamadou Moustapha Ba, homme politique sénégalais († 4 novembre 2024).
- 10 août : Toumani Diabaté, musicien malien († 19 juillet 2024).
- 19 août : 
  - Grigorios Aggelidis, entrepreneur et homme politique allemand.
  - Kyra Sedgwick, actrice et productrice américaine.
- 20 août : Ali Dia, footballeur et imposteur sénégalais.
- 24 août : 
  - Marlee Matlin, actrice américaine.
  - Reggie Miller, joueur américain de basket-ball.
- 27 août : Arno Klarsfeld, avocat franco-israélien.
- 28 août
  - Shania Twain, chanteuse canadienne.
  - Amanda Tapping, actrice britannico-canadienne.
- 29 août : Andrew Nkea Fuanya, évêque catholique camerounais.

## Décès
- 14 août : Vello Kaaristo, premier fondeur estonien à participer aux Jeux olympiques (° 17 mars 1911).
- 21 août : Odile Defraye, coureur cycliste belge (° 14 juillet 1888).
- 27 août : Le Corbusier, architecte, urbaniste d'origine suisse.